# وکاتتی
وُکاتْتی (به فنلاندی: Vuokatti) یک منطقهٔ مسکونی در فنلاند است که در سوتکامو واقع شده‌است. وکاتتی ۱۳٬۸ کیلومتر مربع مساحت و ۶٬۱۶۷ نفر جمعیت دارد.